# Túnel Aessen
El Túnel Aessen (en luxemburguès: Tunnel Stafelter) és una parella de túnels paral·lels al cantó d'Esch-sur-Alzette, a l'extrem sud de Luxemburg. Cascun té 250 metres de longitud. El túnel es troba per l'autopista A13 entre les poblacions de Differdange i Ehlerange